# Restaurant Dynamo
Das Restaurant Dynamo (russisch ресторан «Динамо», ukrainisch Ресторан «Динамо») ist ein unter Denkmalschutz stehendes, von 1932 bis 1934 erbautes Gebäude in der jetzigen ukrainischen Hauptstadt Kiew. Das an der Petriwska-Allee in unmittelbarer Nähe des Sportkomplexes „Dynamo“ gelegene Restaurant gilt als eines der herausragendsten Beispiele des Konstruktivismus in Kiew. Architekten waren Iossif Juljewitsch Karakis und Pawel Sawitsch.

## Geschichte
Das Gebäude wurde von 1932 bis 1934 zusammen mit dem Sportkomplex „Dynamo“ gebaut. Das Restaurant wurde schnell zum Treffpunkt der politischen Elite der Hauptstadt der Ukrainischen Sozialistischen Sowjetrepublik; u. a. fanden hier auch Staatsbankette statt.
Bereits 1934 wurde das Restaurant zu den Bauwerken gezählt, „die von architektonischen Schablonen abweichen und einen eigenständigen künstlerischen Wert haben“.
1936 stürzten unmittelbar nach einem Bankett, an dem hochrangige militärische Vertreter der Roten Armee teilgenommen hatten, Teile der Decke des Saales ein. Während des Baus war die Konstruktion der Decke geändert worden, Iossif Karakis hatte dagegen vergeblich protestiert. Er wurde unmittelbar nach dem Vorfall in Haft genommen, kam jedoch nach einer Woche durch die Fürsprache des Befehlshabers des Kiewer Militärbezirks, Iona Jakir, und weil er seinen Protest schriftlich festgehalten hatte, wieder frei.

## Architektur

Treppe zum Eingang

Seitliche Fassade mit Galerie, die Loggien sind mittlerweile durch Fenster verschlossen

Das Gebäude befindet sich nördlich des heutigen Waleri-Lobanowski-Stadions. Die Hauptfassade mit dem Eingangsbereich ist nach Westen ausgerichtet. Eine Treppe aus Granit führt von der Petriwska-Allee zum Restaurant.
Karakis gestaltete das Gebäude im Stil des Konstruktivismus, der jedoch in den 1930er Jahren bereits an Bedeutung in der sowjetischen Architektur verlor. So nimmt das Restaurant bereits Elemente des Neoklassizismus und des Neo-Empires auf, die in den 1930er bis 1950er Jahren zu den bestimmenden Architekturstilen in der Sowjetunion wurden. Zu erkennen ist das an den Pfeilern des Eingangsbereiches und den Loggien, die im ursprünglichen Entwurf noch rechteckig waren, dann aber rund ausgeführt wurden.
Das fünfstöckige Gebäude hat einen T-förmigen Grundriss. Die architektonische Wirkung wird durch den Kontrast zwischen senk- und waagerechten Gebäudeteilen und die verwendeten Baumaterialien erreicht. Es ist symmetrisch ausgeführt, die architektonische Dominante ist der verglaste Erker, der auf dem Eingangsbereich ruht und die Vertikale betont. Die ursprünglich mit Loggien im zweiten Stockwerk versehenen Seitengalerien und das vorkragende vierte Geschoss betonen dagegen die Waagerechte. Das untere Stockwerk ist mit grauem Granit verkleidet, während das zweite und dritte aus gelben Backsteinen gefertigt wurden. Das obere Geschoss, der hintere Teil des Gebäudes und Elemente der Dachkonstruktion sind grau verputzt. Das Dach über dem vorderen Teil des Restaurants ist als Walmdach ausgebildet und mit Blech gedeckt, das Dach über dem hinteren Teil ist ein Flachdach mit geringer Neigung.
Im Untergeschoss befanden sich der Haupteingang, die Lobby und die Garderobe. Im ersten Stock lagen der Festsaal, das Foyer, die Küche und weitere Wirtschaftsräume. Der Hauptsaal mit Tanzfläche, Bühne und umlaufender Galerie lagen im zweiten und dritten Stockwerk. Er war mit Holz vertäfelt, hatte eine abgehängte Holzdecke mit an einer Metallkonstruktion befestigten Leuchtern. Im zweiten Stock befanden sich noch ein Buffet, die Konditorei und weitere Wirtschaftsräume.
Das Gebäude wurde durchgehend als Restaurant genutzt. Während der langen Nutzungsdauer erfuhr es jedoch einige Umbauten. So wurden die Loggien an den Seiten verglast. Einen wesentlichen Eingriff in die Bausubstanz stellte die Neugestaltung des Erkers dar, bei der die ursprünglichen Buntglasfenster durch eine durchgehend blaue Verglasung ersetzt wurden. Eingriffe gab es auch in die Gestaltung der Innenräume. Auch wurde der Backstein des zweiten und dritten Geschosses mittlerweile verputzt.

## Nachwirkung
Unmittelbar nach Fertigstellung wurden die Architektur des Gebäudes und dessen Schöpfer in der sowjetischen Fachpresse noch gelobt. Mit der Abwendung vom Konstruktivismus in der sowjetischen Architektur und der Dominanz klassizistischer Formen bis in die 1950er Jahre wurden die Bewertungen des Architekten und seines Werkes immer zwiespältiger. Das Gebäude wurde zwar als Baudenkmal der Ukrainischen Sozialistischen Sowjetrepublik anerkannt, die Urheberschaft Karakis’ aber weitgehend verschwiegen. In zeitgenössischen Architekturführern wurde es nicht erwähnt, was sich teilweise bis in die heutige Zeit fortsetzt.
Erst in den letzten Jahren der Sowjetunion setzte eine Neubewertung ein. So wurde in der Zeitschrift Architektur der UdSSR festgestellt:

«Сегодня мы называем это здание одним из лучших образцов Киевской архитектуры того времени. Это сооружение интересно ещё и тем, что в нём впервые в полной мере проявляется пристрастие архитектора к проблемам колористики и синтеза искусств —- новаторские приемы для того времени, характеризующегося в целом серой аскетичностью провинциальных перепевов позднего конструктивизма.»

„Heute nennen wir dieses Gebäude eines der besten Beispiele der Kiewer Architektur jener Zeit. Interessant ist dieser Bau auch deshalb, weil sich in ihm erstmals die Leidenschaft des Architekten für die Problematik der Farbe und des Gesamtkunstwerks voll manifestiert – innovative Techniken für die damalige Zeit, die im Allgemeinen von der grauen Askese der provinziellen Aufgüsse des Spätkonstruktivismus geprägt waren.“

 Zu Zeiten der Sowjetunion entwickelte sich das Restaurant zum Treffpunkt der etablierten Kiewer Kulturszene. Es wurde folglich auch Gegenstand der zeitgenössischen sowjetischen Literatur. So beschreibt Wolodymyr Kysseljow das Restaurant und seine Küche in seinem Roman Das Mädchen und der Vogel. Erwähnung findet das Restaurant auch in den Werken von Wiktor Nekrassow, Anatoly Azolsky und Ipolit Sobol.